# مايا روكيمور كامينغز
مايا ميشيل روكيمور كامينغز (من مواليد 31 يناير 1971) هي مستشارة وسياسية أمريكية ورئيسة سابقة لحزب ميريلاند الديمقراطي في الولايات المتحدة. قبل انتخابها كرئيسة للحزب، ترشحت لفترة وجيزة لمنصب حاكم ولاية ماريلاند. وهي تمتلك شركة استشارية مقرها واشنطن العاصمة.
كانت روكيمور كامينغز مرشحة في الإنتخابات الخاصة لمنطقة الكونجرس السابعة بولاية ماريلاند سنة 2020 لملء فترة ولاية زوجها الراحل، إيليا كامينغس ، وكانت أيضًا مرشحة في الإنتخابات العادية المتداخلة لعام 2020 لنفس مقعد الكونجرس.